# Palazzo Astorino Giannone
Der Palazzo Astorino Giannone ist ein Palast aus dem 17. Jahrhundert in Acri in der italienischen Region Kalabrien. Er liegt im Viertel Casalicchio neben dem Geburtshauses des Seligen Angelo d'Acri. Beide Häuser gehörten der Familie Giannone, letzteres ist heute eine Kapelle, die an das Gebäude angebaut und teilweise integriert ist.

## Geschichte
Ursprünglich gehörte der Palazzo Astorino Giannone der Familie Astorino und ab dem Jahr 1700 der Familie Fusari. Die Familie Giannone, die aus Bitonto in der Provinz Bari stammte, ließ den Palast größtenteils umbauen und machte daraus eine ländliche Adelsresidenz.

## Innenräume
Im Inneren des Palastes sind noch Möbel und Gemälde aus dem 18. und 19. Jahrhundert erhalten, sowie eine Bibliothek mit Tausenden alter Bände aus dem 18. und 19. Jahrhundert.